# オイシックス新潟アルビレックス・ベースボール・クラブ
オイシックス新潟アルビレックス・ベースボール・クラブ（オイシックスにいがたアルビレックス・ベースボール・クラブ、英: Oisix Niigata Albirex Baseball Club）は、日本のプロ野球球団である。新潟県に本拠を置き、2024年から日本野球機構（NPB）のイースタン・リーグに参加している。創設から2023年までは独立リーグのベースボール・チャレンジ・リーグ（以下、BCリーグ）に加盟していた。
運営法人は、発足以来の名称「株式会社新潟アルビレックス・ベースボール・クラブ」から、2025年7月1日付で「株式会社新潟プロ野球団」に改称した。球団名も、BCリーグ加盟時代は「新潟アルビレックス・ベースボール・クラブ」だった。

## 概要
先行して存在していたJリーグ・アルビレックス新潟と共通する運営母体を持ち、チーム名も同一である。BCリーグ加盟当時は、他の競技スポーツと同じ名称を名乗るチームは、2017年から2019年までの滋賀ユナイテッドベースボールクラブのみだった（2020年にオセアン滋賀ブラックスに改称したことで、同一名称ではなくなった）。
BCリーグ時代は、6球団制だった2008年から2014年まではリーグの上信越地区、8球団制となった2015年から2019年までは東地区に属した。12球団制となる2020年からは西地区に移動する予定になっていた。しかし、同年の新型コロナウイルスの感染拡大によって当該シーズンの運営方式が変更され、新潟は福島・群馬・信濃と「中地区」を構成し、その中で福島と「グループC」としてリーグ戦を実施することになった。2021年も中地区に所属した。リーグが8球団体制となる2022年からは北地区（North Division、2021年の中地区に相当）に所属した。2シーズン制が導入された2008年以降、2015年度まで連続して地区チャンピオンシップに出場した。これは2014年以前からリーグに加盟する6チームの中では唯一だった。2016年は出場がならず、記録が途切れた。また、以後リーグを離脱するまでリーグ優勝はなかった。
2023年にNPBによる2024年からのファーム専属チーム公募に申請をおこない、2023年11月22日にイースタンリーグに参入することが正式に決定した。これに伴い、BCリーグの加盟資格は2023年12月31日をもって終了した。独立リーグからNPBファーム組織に移った球団は当球団が初となる。

### 球団名

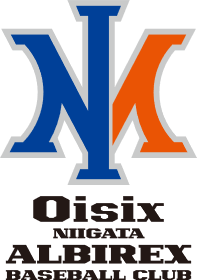
2025年まで使用されていた球団ロゴ

イースタン・リーグでの略称は、地名を冠しない「オイシックス」とされている。日程表で使用される略称はオリックスと重複する「オ」ではなく、欧文表記の"Oisix"から取った「O」となっている。また、アルファベット略称は、"Albirex"の「A」である。

### 開催球場

#### BCリーグ
※本節の出典は、特記以外についてはリーグウェブサイトの試合日程による。
ホームスタジアムとして10箇所を超える球場を使用していた。

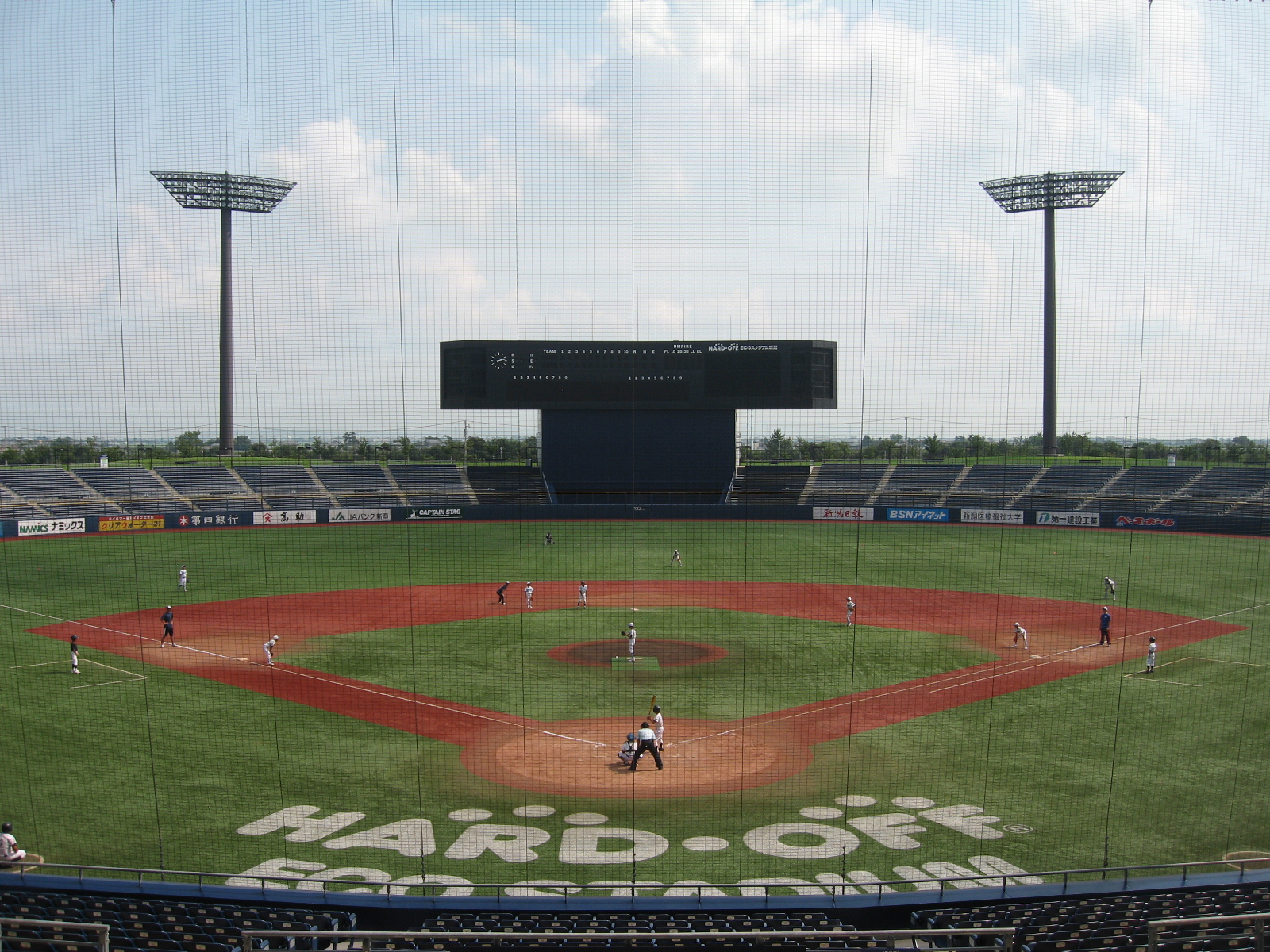
HARD OFF ECOスタジアム新潟

| 球場名                     | 所在地       | 略称     | ナイター | 補足                               |
| HARD OFF ECOスタジアム新潟 | 新潟市中央区 | エコスタ | ○        | 2009オープン                       |
| 悠久山野球場               | 長岡市       | 悠久山   | -        |                                    |
| 三条パール金属スタジアム   | 三条市       | パール   | ○        |                                    |
| みどりと森の運動公園野球場 | 新潟市西区   | みどり森 | ○        | 2011オープン                       |
| ベーマガSTADIUM            | 南魚沼市     | ベーマガ | 〇       | 2014オープン。2020は開催なし       |
| 五十公野公園野球場         | 新発田市     | 五十公野 | ○        |                                    |
| 荒川球場                   | 村上市       | 荒川     | -        | 2013 - 2014、2020、2022は開催なし  |
| 見附運動公園野球場         | 見附市       | 見附     | -        | 2014、2020は開催なし               |
| 柏崎市佐藤池野球場         | 柏崎市       | 佐藤池   | -        | 2013 - 2014は開催なし              |
| 上越市高田城址公園野球場   | 上越市       | 高田     | -        | 2011、2014は開催なし               |
| 糸魚川市営美山球場         | 糸魚川市     | 美山     | -        | 2012 - 2013、2020は開催なし        |
| 五泉市営野球場             | 五泉市       | 五泉     | -        | 2012 - 2014、2016 - 2017は開催なし |

以下、開催状況を詳述する。
中心的な開催球場（新潟中心部・悠久山・三条）
2008年以降は、この3地域の球場で主催試合の過半数が開催されている。2007年はこの3球場合計で16試合で過半数には届いていない。新潟市中心部ではエコスタの他、発足から2009年までは鳥屋野運動公園野球場（中央区）で試合を開催していた。過去の球場別開催試合数は以下の通りである。なお、ポストシーズンゲームは含まない。
- 太字はその年度の最多開催球場。
- 三条市民球場の愛称は、2008年から2014年まで「三條機械スタジアム」、2015年からは「三条パール金属スタジアム」

| 球場名                     | 2007年 | 2008年 | 2009年 | 2010年 | 2011年 | 2012年 | 2013年 | 2014年 | 2015年 | 2016年 |
| -------------------------- | ------ | ------ | ------ | ------ | ------ | ------ | ------ | ------ | ------ | ------ |
| 長岡市悠久山野球場         | 2      | 6      | 6      | 8      | 5      | 7      | 9      | 15     | 10     | 11     |
| 三条市民球場               | 10     | 10     | 7      | 7      | 10     | 7      | 10     | 7      | 4      | 3      |
| HARD OFF ECOスタジアム新潟 | -      | -      | 5      | 10     | 12     | 9      | 8      | 7      | 8      | 10     |
| 鳥屋野運動公園野球場       | 4      | 4      | 2      | 0      | 0      | 0      | 0      | 0      | 0      | 0      |

| 球場名                     | 2017年 | 2018年 | 2019年 | 2020年 | 2021年 | 2022年 | 2023年 | 過去合計 |
| -------------------------- | ------ | ------ | ------ | ------ | ------ | ------ | ------ | -------- |
| 長岡市悠久山野球場         | 10     | 10     | 9      | 10     | 14     | 10     | 11     | 153      |
| 三条市民球場               | 2      | 2      | 3      | 2      | 2      | 2      | 2      | 90       |
| HARD OFF ECOスタジアム新潟 | 10     | 8      | 8      | 10     | 3      | 7      | 7      | 121      |
| 鳥屋野運動公園野球場       | 0      | 0      | 0      | 0      | 0      | 0      | 0      | 10       |

悠久山では2011年から2012年にかけての改修工事中がおこなわれた。なおエコスタ・悠久山・三条以外で年間5試合以上を実施したことがあるのは、2008年に6試合開催の五十公野と、2012年に6試合開催のみどり森だけである。
エコスタ竣工後の開催初日となった2009年7月12日の信濃グランセローズ戦は、国内の独立3リーグを通じて当時歴代最多となる15,311人の観客を集めた。悠久山は、2023年4月より他の企業2社とともに、新潟球団が指定管理者となった。
その他の開催球場
本節冒頭リストにあるみどり森以下の球場のほか、過去には以下の球場も使用していた。
| 球場名                         | 所在地       | 略称 | ナイター | 使用期間                 |
| サン・スポーツランド畑野野球場 | 佐渡市       | 畑野 | -        | 2007 - 2010、2012        |
| 十日町市笹山野球場             | 十日町市     | 笹山 | -        | 2008 - 2011              |
| 村上市神林球場                 | 村上市       | 神林 | -        | 2007                     |
| 城山運動公園野球場             | 新潟市西蒲区 | 城山 | -        | 2007                     |
| 魚沼市広神野球場               | 魚沼市       | 広神 | -        | 2007 - 2011、2017 - 2019 |
| 源土運動広場野球場             | 刈羽村       | 源土 | -        | 2018 - 2019              |

新潟市中心部および悠久山・三条以外の開催数はリーグが発足した2007年には20試合だった。2008年と2009年は各16試合で、エコスタを本格的に使用するようになった2010年には11試合、2011年には9試合に減少した。みどり森がオープンした2012年には15試合と増加に転じたが、2013-2014年にはエコスタ・悠久山・三条以外の開催を絞ってそれぞれ10試合・8試合となり、開催球場も2014年は五十公野・美山・みどり森・大原（現・ベーマガ）の4球場のみとなった。2015年から2019年までは再び増えて16試合、14試合、14試合、16試合、15試合だった。新型コロナウイルスの感染拡大で日程が変更された2020年は8試合に減少し、見附・美山・荒川・広神・源土・大原の各球場では開催がなかった。
2011年から2013年まで、神奈川県立小田原高等学校出身である青木智史の「帰郷記念交流戦」としてNPBファームとの交流戦を神奈川県小田原市にある上府中公園小田原球場で毎年1試合、ホームゲームとして開催していた。相手は2012年まで横浜DeNAベイスターズ、2013年は読売ジャイアンツ。
2017年8月1日、県外の茨城県ひたちなか市にあるひたちなか市民球場で1試合を開催した（相手は栃木ゴールデンブレーブス）。この試合はリーグ加盟を目指していた茨城アストロプラネッツの設立記念として実施された。
ポストシーズンゲーム
過去のポストシーズンゲーム（地区チャンピオンシップ・リーグチャンピオンシップ・グランドチャンピオンシップ）におけるホーム開催球場は以下の通りである。なお、グランドチャンピオンシップは、県庁所在地での開催実績がない。2012年は第4戦・第5戦はエコスタで開催が予定されていたが、第3戦で新潟の優勝が決まったため実施されなかった。BCリーグと四国アイランドリーグplusの優勝チーム同士の対戦だった2019年以前の出場チームでは、ほかに栃木（2019年、主催試合はすべて小山運動公園野球場）のみである。また、グランドチャンピオンシップの過去のホームゲームではすべて勝利している（2019年以前の出場チームではほかに愛媛マンダリンパイレーツのみ）。
| 2008 | 三条     | -    | -        | -        | -        | -      | -    |          |   |   |   |
| 2011 | エコスタ | -    | -        | エコスタ | 三条     | -      | -    |          |   |   |   |
| 2012 | 三条     | -    | -        | 悠久山   | エコスタ | -      | -    | エコスタ | - | - | - |
| 2014 | エコスタ | 三条 | みどり森 | -        | -        | -      | -    |          |   |   |   |
| 2015 | みどり森 | 三条 | -        | みどり森 | -        | 佐藤池 | 三条 |          |   |   |   |

#### イースタンリーグ
イースタン・リーグへ参加する2024年からは、本拠地はHARD OFF ECOスタジアム新潟（以下エコスタ）に置くことを発表していた。2024年1月29日に発表されたイースタン・リーグ公式戦日程では、主催73試合中エコスタが37試合で最多、以下悠久山15、みどり森12、三条4、佐藤池3、ベーマガ2となっている。

## 歴史

### 設立に至る経緯
2004年夏、オリックス・ブルーウェーブと大阪近鉄バファローズの球団統合計画を端に勃発したプロ野球再編問題の過程において、NSGグループの創始者で当時Jリーグ・アルビレックス新潟の社長を務めていた池田弘が同年10月5日に新潟市で記者会見を行い、池田らを発起人として日本野球機構（以下NPB）に加盟するプロ野球球団の創設を目指す任意団体「新潟に県民球団を創る会」を発足させる旨を表明した。構想では新潟県を保護地域に定め、新潟市で同年秋の着工、2008年度中の竣工を目指して整備計画が進められていた新潟県立野球場（仮称）を専用球場として使用するものとし、同球場の竣工に合わせてNPBに加盟申請を行い、2009年シーズンから新規参入する方針を明らかにした。またチーム名も既にサッカー、バスケットボール、チアリーディングチーム等で使用している「アルビレックス」を使用することも決まり、球団の仮称は「新潟アルビレックス」と発表された。
球界再編騒動の収束後、新球団計画は「NPB加盟球団の創設」から「独立リーグの創設」へ方針転換され、2006年7月に「北信越ベースボール・チャレンジ・リーグ」の運営会社が発足。同年8月1日、4個人51法人が出資者となり、新潟県を本拠地とする新球団「新潟アルビレックス・ベースボール・クラブ」が設立された。

### 2007年 - 2023年
北信越BCリーグには当初4球団が参加した。新潟は地域密着を標榜するリーグ方針に従い、頓所大輔ら地元出身選手を多数獲得。監督には、読売ジャイアンツ（巨人）の選手・コーチだった後藤孝志を招聘した。北信越BCリーグは2007年4月28日に開幕。新潟はホーム三条市民球場に富山サンダーバーズを迎え、リーグ開幕戦を戦った。初の公式試合は悪天候にもかかわらず4,538人の観衆を集めたが、試合は富山が9対0で勝利した。
2008年、新たに2球団が加わったBCリーグは2地区制を導入。新潟は群馬ダイヤモンドペガサス、信濃グランセローズと共に上信越地区の構成球団となった。チームは2008年に新任した芦沢真矢監督の下で初の地区前期優勝。2011年に橋上秀樹監督の下で地区チャンピオンシップで群馬ダイヤモンドペガサスを破り、初めてリーグチャンピオンシップへ進出した（石川ミリオンスターズに敗退）。
橋上は2011年シーズン終了後にコーチとして読売ジャイアンツに移り、同年のNPBドラフト会議では、同じく巨人から雨宮敬が育成5位、渡辺貴洋が育成6位で指名された。同年11月には正田樹が東京ヤクルトスワローズへ移籍。BCリーグを経てのNPB復帰は初めてのことだった。
2012年は高津臣吾が選手兼任監督を務める。寺田哲也を中心とする投手陣と、リーグトップの打率と機動力による高い得点力が噛み合い、前後期を連覇した。特に後期は北陸地区3チームを相手に18勝0敗と圧倒的な成績を収め、後期の勝率は.806（2017年まで半期勝率のリーグ最高記録）、年間通算の勝率も.714を記録した。高津はシーズン中に現役引退を表明し、9月22日の対信濃戦で最後の登板をした。地区チャンピオンシップ・リーグチャンピオンシップも無敗で、初のリーグ優勝を飾った。香川オリーブガイナーズ（四国アイランドリーグplus優勝）とのグランドチャンピオンシップにも3勝0敗で勝利し、初の独立リーグ日本一を達成した。シーズン終了後に高津は監督を退任。
2013年より内藤尚行（登録名は「ギャオス内藤」）が監督に就任。7月15日の対群馬戦では寺田哲也がリーグ史上3人目のノーヒットノーランを達成した。この年も前後期を連覇し、年間勝率.765は2019年までリーグの最高記録だった（2020年に福井が.827で更新）。しかしリーグチャンピオンシップでは石川に0勝3敗で敗退した。2014年は前期は最後に群馬に競り負けて2位となり、半期の連覇は4でストップした。後期は2期ぶりに優勝したが、地区チャンピオンシップで群馬に敗退した。シーズン終了後、内藤は退任。12月4日に赤堀元之の監督就任が発表された。
チーム数の増加で東地区所属となった2015年は、前期は独走で前年後期に続いて優勝、後期は2位に終わったものの、ポストシーズンゲームを制して3年ぶりのリーグ優勝を達成。結果的に、これがBCリーグ時代最後のリーグ優勝となった。グランドチャンピオンシップでは、先に2勝を挙げて王手をかけながら、そのあと3連敗して愛媛マンダリンパイレーツの前に敗退した。
2016年は前後期ともに3位に終わり、2シーズン制導入以来続けた地区チャンピオンシップ出場が途絶えた。監督の赤堀はいったん留任が発表されたが、本人からの申し出により、11月8日に退任が決まった。この間の事情について赤堀は後に、続投で話を進めていたところ、ヤクルトのシニアディレクターを務める小川淳司から2軍コーチの誘いがあり、新潟の球団社長にその旨を伝えると「NPBならチャンスなんで行ってください」と承諾されたと記している。後任の監督として、前愛媛マンダリンパイレーツコーチの加藤博人の就任が12月7日に発表された。
2017年には前年まで捕手として巨人に在籍していた加藤健（新潟県出身）が球団社長補佐に就任。また、前年まで東北楽天ゴールデンイーグルスの二軍打撃コーチだった草野大輔が、同球団からの派遣によって1シーズン限定で野手総合コーチを務める。新潟がNPBの球団からコーチを派遣されることや、野手の指導に専念する常勤コーチのポストを設けることは、いずれも初めてである。リーグ戦は前期が2位、後期が3位となる。4月22日の対武蔵戦ではジョシュ・トルスがリーグ史上5人目のノーヒットノーランを達成した。東地区は群馬が前後期を連覇、新潟は年間通算の勝率で福島ホープスと並んで2位だったが（.532)、直接対戦成績で劣位（5勝6敗2分）のため、規定により前年に続いて地区チャンピオンシップには進めなかった。
2018年は前後期ともに3位（後期は栃木と同勝率）だったが、いずれも優勝争いには絡めず、前年に続いて地区チャンピオンシップには出場できなかった。9月13日に監督の加藤の今シーズン限りでの退任が発表された。
2019年1月18日、元オリックス・バファローズ選手の清水章夫の監督就任を発表した。2019年前期は序盤より首位に立ち、5月16日の時点で前期優勝マジック10が点灯した。しかし、5月26日にマジックが消滅、終盤に猛追した群馬に首位を譲り、4年ぶりの半期優勝はならなかった。後期も首位を争ったが2位に終わる。
2020年は、9月に10連敗を喫し、グループ首位を福島に譲って地区チャンピオンシップへの出場はならなかった。10月9日に監督の清水が今季の契約満了で退任することを発表した。12月24日、橋上秀樹が10年ぶりに監督に復帰することを発表した。
2021年は、3位とはなったが2位の信濃からは18ゲームの差をつけられ、終盤には6連敗を喫した。シーズン終了後、監督の橋上は「打撃に関しては少しずつだが手応えを感じながらやってきた」と述べ、2022年シーズンは選手一律の指導をやめて選手の立場に応じた指導に切り替えていくとした。
2022年5月28日、監督の橋上秀樹が胆嚢炎の治療を理由に休養し、その間の監督代行に投手コーチの野間口貴彦が就任することを発表した。6月2日、翌3日の練習から橋上が復帰することが発表された。この時期に当たる5月下旬から6月にかけて4連敗、7月にも5連敗を喫するなど、中盤までは負けが先行した。しかし、それ以降は連敗がなくなり、8月下旬から9月上旬にかけて7連勝を記録。この間に群馬と入れ替わって2位を確保し、地区チャンピオンシップへの出場権を7年ぶりに得た。7年ぶりに出場した地区チャンピオンシップ（2位チームは2連勝が勝ち上がり条件）は、地区優勝の信濃に初戦で4-5で惜敗し、リーグチャンピオン進出はならなかった。シーズン終了後の10月18日、監督の橋上の留任が発表された。
2023年は「打高投低」のチーム状況となる。7月に8連勝を記録して、大きくリードした首位の信濃を追い、8月上旬の時点で6ゲーム差ながら直接対決を7試合残して逆転地区優勝の望みもあった。しかし8月中旬の信濃との3連戦に3連敗を喫して目前で信濃に地区優勝を決められた。一方シーズン2位は確保して、地区チャンピオンシップへの出場権を獲得した。地区チャンピオンシップも前年に続いて初戦で信濃に敗退した。シーズン終了後の9月29日、申請していたNPBファーム球団参加について日本野球機構オーナー会議での内定が発表された（詳細は後述）。
2023年10月26日、食品通販会社の「オイシックス・ラ・大地」との間で資本提携並びにメインスポンサー契約を締結し、本球団の命名権を取得。同年11月1日からの球団名が「オイシックス新潟アルビレックス・ベースボール・クラブ」となることを発表した。また、オイシックス・ラ・大地は株式会社新潟アルビレックス・ベースボール・クラブ（現・株式会社新潟プロ野球団）の議決権を20％取得し、持分法適用関連会社とした。これまでの運営母体であるNSGグループは、引き続き責任会社として球団経営の中核を担う。2024年1月からは、「オイシックス・ラ・大地」代表取締役社長の高島宏平が代表取締役会長に就任した。前記の通り11月22日に、2024年からのNPBファーム加入が正式に決定した。

### 2024年 -
イースタン・リーグ参加初年度の2024年は3月16日の開幕戦から4連敗を喫していたが、21日の対埼玉西武ライオンズ戦（CAR3219フィールド）にて3対0でNPBファーム公式戦初勝利をあげた。6月度のファーム月間MVPに知念大成が選出され、ファーム・リーグ新規参加2球団からは初のNPB表彰選手となった。初年度は41勝79敗6分、勝率.342の最下位（8位）で全日程を終了した。しかし、本拠地試合では33勝28敗3分と健闘を見せた。また、知念大成が首位打者、上村知輝が最多セーブのタイトルを獲得し、表彰対象ではないが知念は安打数もリーグ1位で、下川隼佑がリーグ1位の奪三振数を記録した。オフのみやざきフェニックス・リーグにはコーチと選手が四国アイランドリーグplus選抜チームに加わる形で参加した。シーズン終了後の10月18日にコーチ2名、10月22日に監督の橋上の退団が、それぞれ発表された。11月3日には球団創設初年度からプレーを続けていた稲葉大樹の現役引退が発表された（兼任していたコーチ職については、12月になって改めて専任コーチへの就任を発表）。11月5日に球団社長の池田はシーズン総括記者会見を開き、「順位は8位だったが、日に日にスタジアムの熱量は高まった。課題は見つかったが、未来に向けて一歩を踏み出せる貴重なシーズンとなった」とコメントした。開幕前に掲げた目標（黒字経営、2軍戦平均入場者数リーグ1位【1800人】、勝率4割、NPBへ5人以上の選手輩出）に対して、平均入場者数はリーグ3位（1247人）とそれなりの結果を残したものの、勝率は.342、NPBドラフト指名者も1名（下川隼佑）にとどまり、課題も残したと指摘されている。

### 2025年
7月1日、運営会社名を「株式会社新潟プロ野球団」に改称。6月度のファーム月間MVPに能登嵩都が選出された。

## NPBとの関係性
ファーム球団である当チーム、及びくふうハヤテベンチャーズ静岡については、プロ野球ドラフト会議への参加はできない。逆にこれら球団の選手は、1)元NPB選手は、シーズン中でもNPB球団への移籍が可能。2)その他の選手は、当年秋のドラフトを経て翌年度からNPBへの移籍が可能　となっている。

## BCリーグでの成績

### シーズン
| 年度 | 期 | 監督     | 順位 | 試合 | 勝利 | 敗戦 | 引分 | 勝率 | ゲーム差 | 打率       | 防御率      | 本塁打    |
| ---- | -- | -------- | ---- | ---- | ---- | ---- | ---- | ---- | -------- | ---------- | ----------- | --------- |
| 2007 | 全 | 後藤孝志 | 4    | 72   | 18   | 52   | 2    | .257 | 15.0     | .254 (4位) | 5.71 (4位)  | 39 (2位)  |
| 2008 | 前 | 芦沢真矢 | 1    | 36   | 19   | 15   | 2    | .559 | ※1.0     | .250 (5位) | 2.66 (3位)  | 32 (1位)  |
| 2008 | 後 | 芦沢真矢 | 2    | 36   | 16   | 12   | 8    | .571 | 5.5      | .250 (5位) | 2.66 (3位)  | 32 (1位)  |
| 2009 | 前 | 芦沢真矢 | 2    | 36   | 15   | 19   | 2    | .441 | 5.0      | .267 (3位) | 3.09 (3位)  | 44 (1位)  |
| 2009 | 後 | 芦沢真矢 | 2    | 36   | 18   | 17   | 1    | .514 | 4.0      | .267 (3位) | 3.09 (3位)  | 44 (1位)  |
| 2010 | 前 | 芦沢真矢 | 3    | 36   | 10   | 22   | 4    | .313 | 14.5     | .246 (5位) | 3.15 (3位)  | 19 (4位)  |
| 2010 | 後 | 芦沢真矢 | 2    | 36   | 18   | 16   | 2    | .529 | 1.0      | .246 (5位) | 3.15 (3位)  | 19 (4位)  |
| 2011 | 前 | 橋上秀樹 | 3    | 36   | 14   | 14   | 8    | .500 | 6.0      | .280 (3位) | 2.96 (2位)  | 34 (2位)  |
| 2011 | 後 | 橋上秀樹 | 1    | 36   | 21   | 12   | 3    | .636 | ※1.5     | .280 (3位) | 2.96 (2位)  | 34 (2位)  |
| 2012 | 前 | 高津臣吾 | 1    | 36   | 21   | 13   | 2    | .618 | ※5.0     | .285 (1位) | 2.84 (2位)  | 19 (4位)  |
| 2012 | 後 | 高津臣吾 | 1    | 36   | 29   | 7    | 0    | .806 | ※10.0    | .285 (1位) | 2.84 (2位)  | 19 (4位)  |
| 2013 | 前 | 内藤尚行 | 1    | 36   | 26   | 9    | 1    | .743 | ※9.5     | .287 (1位) | 2.39 (1位)  | 24 (1位)  |
| 2013 | 後 | 内藤尚行 | 1    | 36   | 26   | 7    | 3    | .788 | ※9.5     | .287 (1位) | 2.39 (1位)  | 24 (1位)  |
| 2014 | 前 | 内藤尚行 | 2    | 36   | 20   | 13   | 3    | .606 | 2.0      | .278 (2位) | 2.98 (1位)  | 30 (3位)  |
| 2014 | 後 | 内藤尚行 | 1    | 36   | 21   | 8    | 7    | .724 | ※5.5     | .278 (2位) | 2.98 (1位)  | 30 (3位)  |
| 2015 | 前 | 赤堀元之 | 1    | 37   | 23   | 11   | 3    | .676 | ※5.0     | .278 (1位) | 3.15 (1位)  | 32 (2位)  |
| 2015 | 後 | 赤堀元之 | 2    | 36   | 19   | 17   | 0    | .528 | 2.5      | .278 (1位) | 3.15 (1位)  | 32 (2位)  |
| 2016 | 前 | 赤堀元之 | 3    | 36   | 16   | 17   | 3    | .485 | 2.0      | .253 (7位) | 3.64 (3位)  | 34 (4位)  |
| 2016 | 後 | 赤堀元之 | 3    | 36   | 15   | 18   | 3    | .455 | 7.5      | .253 (7位) | 3.64 (3位)  | 34 (4位)  |
| 2017 | 前 | 加藤博人 | 2    | 35   | 18   | 16   | 1    | .529 | 3.0      | .285(3位)  | 3.92(4位)   | 36(7位)   |
| 2017 | 後 | 加藤博人 | 3    | 36   | 15   | 13   | 8    | .536 | 5.5      | .285(3位)  | 3.92(4位)   | 36(7位)   |
| 2018 | 前 | 加藤博人 | 3    | 35   | 14   | 17   | 4    | .452 | 6.5      | .273 (6位) | 5.13 (7位)  | 34 (8位)  |
| 2018 | 後 | 加藤博人 | 3    | 35   | 15   | 19   | 1    | .441 | 12.0     | .273 (6位) | 5.13 (7位)  | 34 (8位)  |
| 2019 | 前 | 清水章夫 | 2    | 34   | 22   | 9    | 3    | .710 | 1.5      | .285(4位)  | 3.56(2位)   | 53(2位)   |
| 2019 | 後 | 清水章夫 | 2    | 36   | 21   | 12   | 3    | .636 | 2.0      | .285(4位)  | 3.56(2位)   | 53(2位)   |
| 2020 | 全 | 清水章夫 | 2    | 60   | 21   | 35   | 4    | .375 | 7.0      | .272 (7位) | 4.72 (9位)  | 11 (11位) |
| 2021 | 全 | 橋上秀樹 | 3    | 67   | 22   | 42   | 3    | .344 | 20.0     | .273 (9位) | 5.88 (11位) | 23 (12位) |
| 2022 | 全 | 橋上秀樹 | 2    | 64   | 30   | 28   | 6    | .517 | 7.0      | .286 (1位) | 4.38 (5位)  | 21 (5位)  |
| 2023 | 全 | 橋上秀樹 | 2    | 63   | 38   | 24   | 1    | .613 | 9.5      | .287 (2位) | 4.45 (4位)  | 33(8位)   |

- 2008年以降の順位は地区（2014年までは上信越地区、2015年 - 2019年は東地区、2020年は中地区グループC、2021年は中地区、2022年 - 2023年は北地区）での順位。打率・防御率・本塁打はリーグ総合での順位
- 優勝したシーズンのゲーム差は「※」を付して2位チームとのゲーム差を記載。
- 金地はリーグ優勝、銀地は地区優勝
- 2021年は日程打ち切り等により、予定された3試合を未消化でシーズンを終了した。
- 2022年は、西武2軍との交流戦1試合が中止・振替なしとなり、未消化となった。

### 地区チャンピオンシップ
※2008年 - 2013年と2015年は全3戦（2勝）制。2014年は全5戦（3勝）制、2022年は全2戦（2勝）制。
- 2008年 - 0勝2敗（対戦は群馬）
- 2009年 - 1分1敗（対戦は群馬。群馬は前後期制覇のため1勝で優勝）
- 2010年 - 0勝1敗（対戦は群馬。群馬は前後期制覇のため1勝で優勝）
- 2011年 - 地区年間優勝（2勝0敗：対戦は群馬）
- 2012年 - 地区年間優勝（1勝0敗：対戦は信濃。前後期制覇のため1勝で優勝）
- 2013年 - 地区年間優勝（1勝0敗：対戦は群馬。前後期制覇のため1勝で優勝）
- 2014年 - 2勝3敗1分（対戦は群馬）
- 2015年 - 地区年間優勝（2勝1敗：対戦は福島）
- 2022年 - 0勝1敗（対戦は信濃。信濃は地区優勝のため1勝でリーグCS進出）
- 2023年 - 0勝1敗（対戦は信濃。信濃は地区優勝のため1勝でリーグCS進出）

### リーグチャンピオンシップ
- 2011年 - 1勝3敗（対戦は石川）
- 2012年 - 総合優勝（3勝0敗：対戦は福井）
- 2013年 - 0勝3敗（対戦は石川）
- 2015年 - 総合優勝（3勝0敗：対戦は福井）

### グランドチャンピオンシップ
- 2012年 - 優勝（3勝0敗：対戦は香川）
- 2015年 - 2勝3敗（対戦は愛媛）

## 詳細成績
イースタン・リーグ成績
| 年度 | 監督     | 順位 | 試合 | 勝利 | 敗戦 | 引分 | 勝率 |
| ---- | -------- | ---- | ---- | ---- | ---- | ---- | ---- |
| 2024 | 橋上秀樹 | 8    | 126  | 41   | 79   | 6    | .342 |

初記録
※イースタン・リーグ加入後の記録である
- 初公式戦：2024年3月16日、対東京ヤクルトスワローズ1回戦（ヤクルト戸田球場）、1-2x[88]
- 初登板投手：同上、薮田和樹、5回1失点[88]
- 初打席選手：同上、知念大成、阪口皓亮から一ゴロ[88]
- 初奪三振：同上、薮田和樹が2回裏に太田賢吾から空振り三振[88]
- 初安打：同上、知念大成が3回表に阪口皓亮から右越三塁適時打[88]
- 初得点：同上、永澤蓮士（上記の初安打によってもたらされた。）[88]
- 初本塁打：2024年4月6日、対東京ヤクルトスワローズ4回戦（HARD OFF ECOスタジアム新潟） 、片野優羽が坂本拓己から左越3点本塁打[89]
- 初勝利：2024年3月21日、対埼玉西武ライオンズ3回戦（CAR3219フィールド）、3-0[90]
- 初勝利投手：同上、能登嵩都、5回無失点[90]
- 初セーブ投手：同上、上村知輝、1回無失点[91]
- 初サヨナラ勝利：2024年4月29日、対千葉ロッテマリーンズ6回戦（HARD OFF ECOスタジアム新潟）、3-4x[92]
- 初サヨナラ安打：同上、髙山俊が永島田輝斗から逆転サヨナラ2点本塁打[93]
- 初サヨナラ本塁打：同上、髙山俊
- 初完封勝利投手：2024年5月16日、対オリックス・バファローズ3回戦（みどりと森の運動公園野球場）、0x-5（7回途中コールド）、牧野憲伸[94]

## 永久欠番
- 10 - サポーター背番号
  - 元来は、新潟球団発足前に死去した野球少年にちなんで欠番とされたもので[95]、後にその少年に由来する「MIKITO AED PROJECT」の対象としてBCリーグ全球団共通の永久欠番となった[96]。2024年のイースタン・リーグ加入に伴い、サポーター背番号（従来は1番）の意味を併せ持つ形に変更された[97]。
- 22 - 高津臣吾（投手・監督）選手兼任監督としてリーグ優勝、独立リーグ日本一に貢献。

## NPBファーム加入申請
前記の通り、当球団は当初NPB加盟を目的にスタートして独立リーグに変更した経緯がある。2022年11月のプロ野球オーナー会議でNPBのファーム拡大構想が承認された際、球団社長の池田拓史は取材に対して「参加させていただける資格を得られるように、チャレンジしたい」という意向を示した。
2023年7月31日に日本野球機構は、ファーム加入公募の締め切りとなる同日までに申請があった3団体の中に新潟球団が含まれていることを発表した。独立リーグ球団単体で応募したのは新潟が唯一となる（栃木の運営母体であるエイジェックが申請しているが、栃木とは別チームを結成する構想を明らかにしている）。応募に先立って6月26日に開いた記者会見では、独立リーグ加盟は維持するともした。
9月29日、NPBより2024年シーズンからのイースタン・リーグ参加が内定したことが発表された。参加内定発表を受けて球団社長の池田は「まだまだ多くの課題が残されております。11月のNPBオーナー会議において正式決定して頂けるよう、明日以降も全力で準備を継続して参ります。」とのコメントを発表した。池田は10月2日に改めて会見を開き、選手増加によるチーム編成や規模拡大に伴うスポンサーの確保を現時点での課題としてあげるとともに、BCリーグへは「現実的に2ウェイ（両立）は難しい」として不参加となる意向を示した。
2023年11月22日にNPBファーム加入が正式に決定し、同日BCリーグからは同年12月31日をもってリーグ加盟資格が終了することが発表された。またリーグが加盟していることに伴って保持している日本独立リーグ野球機構賛助会員の資格についても2023年シーズンをもって終了することを発表した。

## 球団歌
- 「一球入魂」
  - 作詞：たかたかし
  - 作曲：丹田充
  - 編曲：周防泰臣
  - 歌唱：タケ・ウケタ

2016年に球団の創設10周年を記念して制定した。また、BCリーグ時代からホームゲームの試合開始前には1948年制定の「新潟県民歌」を斉唱しており、イースタン・リーグ加入後も継続されている。

## マスコットキャラクター
ハクチョウをモチーフとした「アルファくん」。チーム創設から2年後の2009年4月9日にお披露目が行われた。長岡市出身のデザイナー大塚朗によるもので、名前は「アルビレックス」と、野球で後攻チーム（ホームチーム）が最終回の攻撃をせず勝利したことを示す「x」が、かつて日本で「α」と見誤られていたことに因んでいる。
イースタン・リーグ加入後の2024年は、NPB12球団では（当時）唯一ファーム専属マスコットを持つ北海道日本ハムファイターズのマスコット、C・Bとのファーム専属マスコット同士のコラボグッズが8月に発売された。C・Bとのコラボは翌2025年にも行われたほか、他球団のマスコットともコラボ展開を広げており、2025年5月までに、クラッチ（楽天）、コラッキー（阪神）、ジャビット（巨人）とのコラボグッズ発売が実現している。